# Langue des signes hondurienne
La langue des signes hondurienne (en espagnol : Lengua de señas hondureñas LESHO), est la langue des signes utilisée par les personnes sourdes et leurs proches au Honduras.

## Caractéristiques
La LESHO tend à varier selon les régions : Les sourds au long de la côte nord du pays ont des signes distincts des sourds de la partie sud.

## Utilisation
Il existe au moins douze écoles primaires pour les enfants sourds au Honduras qui utilisent la LESHO pour l'enseignement.